# Лайково (Коми)
Ла́йково — деревня в городском округе Ухта Республики Коми. Входит в состав административной территории, подчинённой посёлку Кэмдин.
Расположена на левом берегу реки Ижмы примерно в 65 км к юго-востоку от Ухты. Через деревню проходит автодорога Ухта — Троицко-Печорск.
| 2010 |
| ---- |
| 86   |

## История
Основана в 1835 году выходцем из Вольдино крестьянином Уляшевым, первоначально называлась Чулки, Чулкидин (что созвучно с названием реки Чувки, впадающей в Ижму с противоположного берега недалеко от деревни + коми дiн — «возле, около устья»)).
В 1859 году — выселок Чувкидин, насчитывалось 5 дворов, 40 жителей — 12 мужчин, 28 женщин. 
в 1892 году — деревня Чулкидинская (76 жителей — 37 мужчин, 28 женщин). В 1916 году в деревне Чулкидин насчитывалось 18 дворов, 102 жителя (43 мужчины, 53 женщины), все носили фамилию Уляшев. В 1926 году в деревне Лайково было 28 дворов, 147 жителей (60 мужчин, 87 женщин). В 1970 году в деревне насчитывалось 150 человек. К 1979 году количество жителей уменьшилось до 94, в 1989 году в деревне проживало 123 человека (69 мужчин, 54 женщины, по национальности — коми).